# Kaltinėnai
Kaltinėnai är en ort i Litauen. Den ligger i den västra delen av landet, 200 km nordväst om huvudstaden Vilnius. Kaltinėnai ligger 148 meter över havet och antalet invånare är 834.
Terrängen runt Kaltinėnai är platt. Runt Kaltinėnai är det ganska glesbefolkat, med 26 invånare per kvadratkilometer. Närmaste större samhälle är Šilalė, 18,8 km väster om Kaltinėnai. Trakten runt Kaltinėnai består till största delen av jordbruksmark.